# Tcherniakhovsk
Tcherniakhovsk (en russe : Черняховск), anciennement Insterbourg (en allemand : Insterburg ; en lituanien : Įsrūtis ; en polonais : Wystruć), est une ville de l'oblast de Kaliningrad, en Russie. Sa population s'élevait à 38 571 habitants en 2013.

## Géographie
Tcherniakhovsk se trouve à 89 km à l'est de Kaliningrad et à 1 010 km à l'ouest de Moscou.
La ville est desservie par la route fédérale A229, qui traverse la ville. Un projet de contournement routier de la ville devrait par ailleurs voir le jour à l'horizon 2027-2028.

## Histoire
Les chevaliers teutoniques commandés par le grand-maître Dietrich von Altenburg, ont fondé le château connu sous le nom d'Instierburg, puis Insterburg (Insterbourg, en français) en 1336. Un établissement humain crût au pied du château pour le servir, et à ce village, appelé lui aussi Insterbourg, furent accordés des privilèges de marché (Marktrecht), puis de ville le 10 octobre 1583. Insterbourg fut intégré au duché de Prusse, après la sécularisation de l'Ordre, due à la Réforme en 1525, qui par la suite devint la Prusse-Orientale dans le royaume de Prusse. Insterbourg fut rattachée à l'Empire allemand à sa création en 1871.
Insterbourg souffre d'un incendie, le 9 juin 1590, qui détruit 140 des 149 maisons de la ville. Elle suit aussi les dommages de la Guerre de Trente Ans lorsqu'elle est occupée par les troupes suédoises, mais le plus grave survient quand elle est frappée par la peste, comme nombre de villes de Prusse, en 1709. Aussi le roi Frédéric-Guillaume appelle-t-il de nouvelles populations pour la peupler ensuite. Il fait venir en particulier des paysans protestants de la région de Salzbourg et de Suisse qui sont calvinistes. Insterbourg est occupée par les troupes russes de 1758 à 1762, pendant la Guerre de Sept Ans. Lorsque les troupes de la Grande Armée traversent la région pendant la campagne de Russie en 1812, elle sert de quartier général.
La Prusse se réorganise après la chute de Napoléon en 1815, et Insterbourg est intégrée par la suite dans le district de Gumbinnen et devient le chef-lieu de l'arrondissement du même nom. La Reichstraße N°1, construite entre 1828 et 1835, la traverse, ce qui provoque la croissance économique et démographique de la ville, accrue encore lorsque le chemin de fer la relie tôt en 1860. Insterbourg se trouve alors sur les axes ferroviaires Königsberg-Kowno et Tilsit-Lyck. Des usines métallurgiques, des usines de construction mécanique, etc., sont ouvertes. Bien qu'essentiellement agricole, la région est en pleine industrialisation. 
Pendant la Seconde Guerre mondiale, Insterbourg fut lourdement bombardée par l'aviation britannique le 27 juillet 1944. La ville fut attaquée par l'Armée rouge les 21 et 22 janvier 1945. Insterbourg fut intégrée à l'Union soviétique au détriment de l'Allemagne après la guerre. Sa population allemande fut soit évacuée soit expulsée et remplacée par une population soviétique, surtout russe. En 1946, Insterbourg fut renommée Tcherniakhovsk en l'honneur d'Ivan Tcherniakhovski, général puis maréchal soviétique de la Seconde Guerre mondiale.
Après la chute du rideau de fer, l'élevage du cheval Akhal-Teke fut introduit dans la région et des écuries d'élevage de cette race furent ouvertes.
La ville est le siège de la base aérienne de Tcherniakhovsk. Elle a retrouvé sa croissance à partir de 2000-2002, après une décennie de crise socio-économique.

## Population
Recensements (*) ou estimations de la population
| 1875   | 1885   | 1890   | 1910   | 1925   |
| ------ | ------ | ------ | ------ | ------ |
| 16 303 | 20 914 | 22 227 | 31 624 | 39 311 |

| 1933   | 1939   | 1959*  | 1970*  | 1979*  |
| ------ | ------ | ------ | ------ | ------ |
| 41 230 | 43 620 | 29 063 | 33 446 | 35 576 |

| 1989*  | 2002*  | 2010*  | 2012   | 2013   |
| ------ | ------ | ------ | ------ | ------ |
| 39 622 | 44 323 | 40 449 | 39 597 | 38 571 |

## Patrimoine
- Les ruines du château d'Insterbourg sont le théâtre une fois tous les deux ans de spectacles commémorant les chevaliers teutoniques
- Une statue équestre de Barclay de Tolly, mort dans les environs en 1818 a été érigée en 2007 sur une des places principales, pour remplacer l'obélisque érigé selon les ordres de Frédéric-Guillaume III de Prusse, détruite pendant la Seconde Guerre mondiale.
- L'ancienne église protestante réformée a été restaurée et ouverte comme église orthodoxe, dédiée à saint Michel, dans les années 1990
- L'église catholique a aussi été restaurée dans les années 1990
- Une tour Bismarck, construite en 1913, se trouve aux abords de la ville

## Personnalités nées dans la ville
- Martin Grünberg (1685-1706 ou 1707), architecte berlinois
- Eduard von Flottwell (1786–1865), juriste et homme politique
- Alfred Brust (1891-1934), dramaturge et écrivain
- Wilhelm Jordan (1819-1904), écrivain et homme politique
- Ernst Wichert (1831-1902), écrivain et juriste
- Therese Malten (de) (1853-1930), cantatrice
- Traugott Buhre (1929-2009), acteur dramatique
- Harry Boldt (1930-), cavalier allemand spécialiste du dressage, double champion olympique.
- Axel Marquardt (de) (1943-2011), écrivain

## Galerie

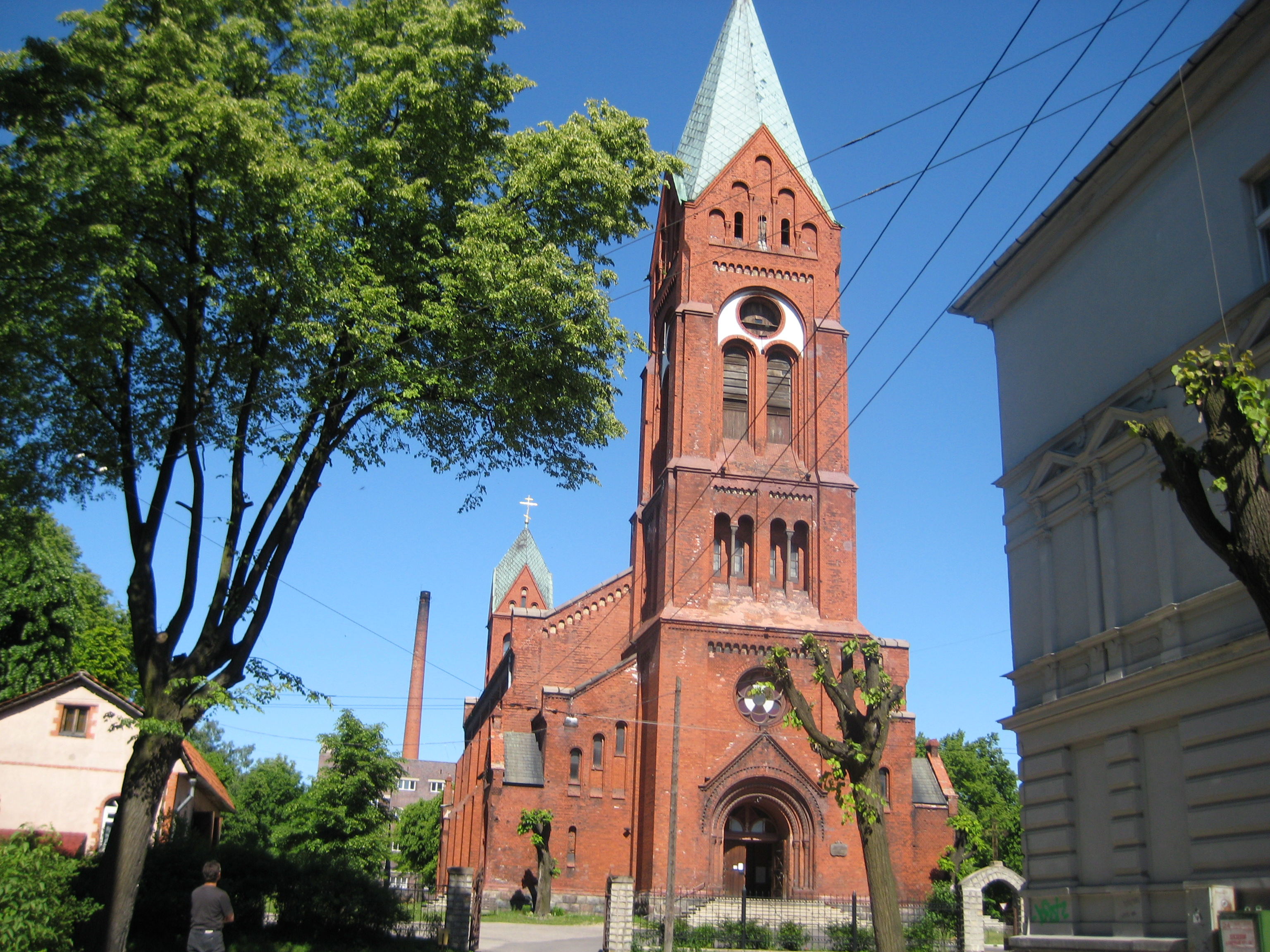
Vue de l'église Saint-Michel, anciennement calviniste, aujourd'hui orthodoxe.
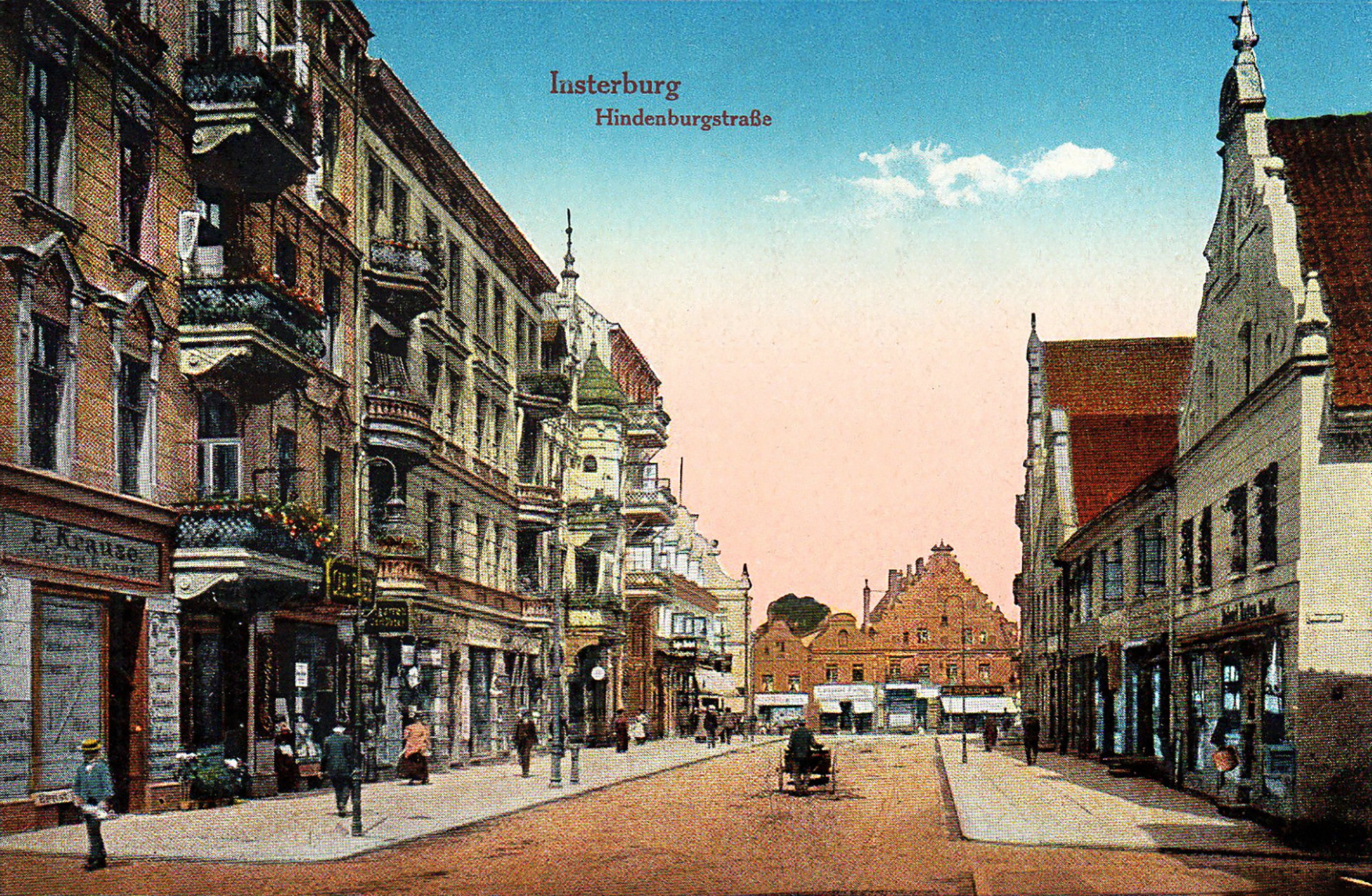
La rue Hindenburg en 1899.
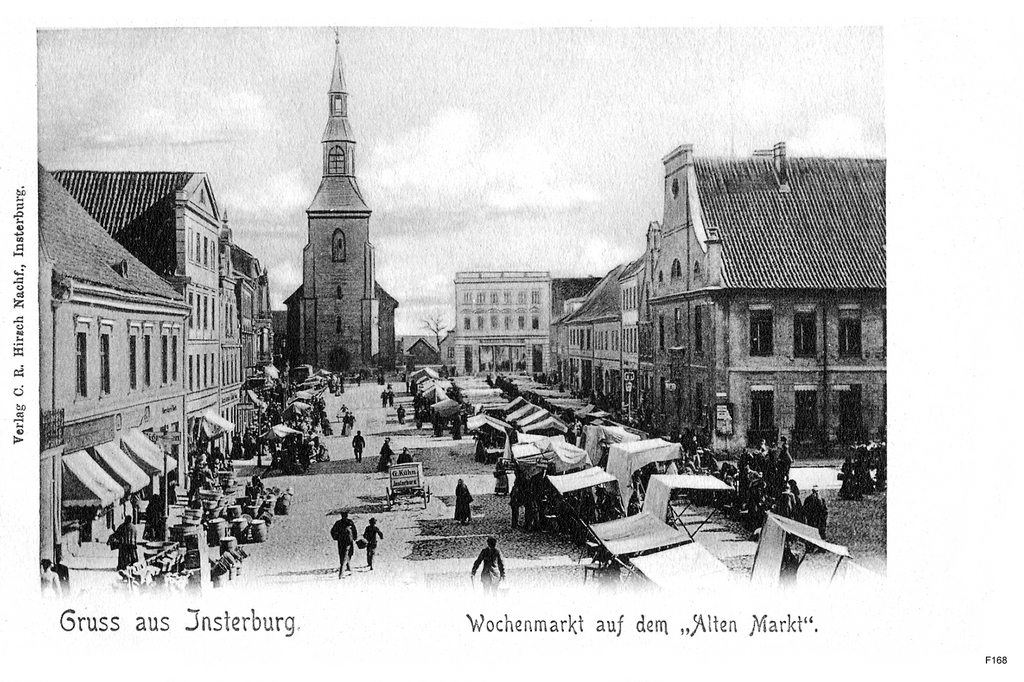
Place du Vieux-Marché à Insterbourg au début du XXe siècle.
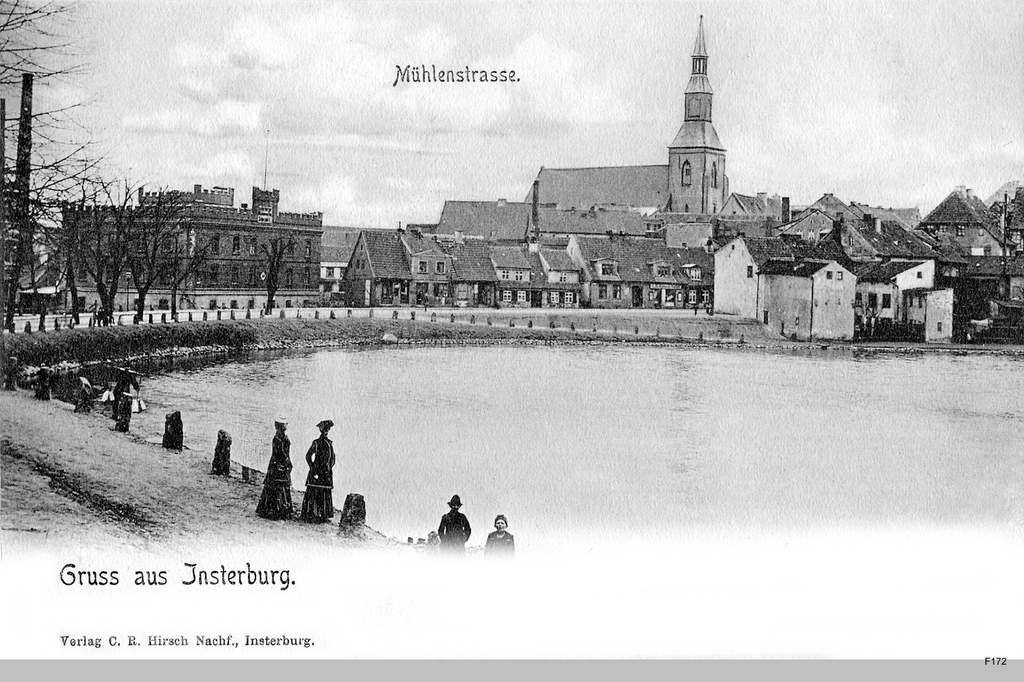
Vue de la Muehlenstraße au début du XXe siècle.